# Euselates schoenfeldti
Euselates schoenfeldti är en skalbaggsart som beskrevs av Ernst Gustav Kraatz 1893. Euselates schoenfeldti ingår i släktet Euselates och familjen Cetoniidae. Inga underarter finns listade i Catalogue of Life.